# Ontwikkelende variatie
De ontwikkelende variatie is in een muzikale compositie een formele techniek waarbij de concepten van doorwerking en variatie worden verenigd doordat variaties worden gevormd door de doorwerking of ontwikkeling van bestaand materiaal.
Hoewel de term door Arnold Schönberg, de uitvinder van de twaalftoontechniek, was bedacht, meende hij dat het een van de belangrijkste compositorische principes was sinds rond 1750.